# Regina Maršíková
Regina Maršíková (* 11. prosince 1958, Praha) je bývalá československá profesionální tenistka, která na okruhu WTA vyhrála 6 turnajů ve dvouhře a 5 ve čtyřhře. Třikrát v řadě (1977–79) byla v semifinále grandslamu French Open a roku 1977 turnaj vyhrála v ženské čtyřhře spolu s Pam Teeguardenovou. Je vítězkou Fed Cupu 1985, kdy byla součástí československého týmu.

## Tenisová kariéra
V roce 1973 vyhrála dorostenecké mistrovství ČSSR a o rok později v 16 letech, již hrála hlavní soutěž na French Open.

### 1975
Probojovala se do finále juniorky na Wimbledonu, kde prohrála s N. Čmyrevovou, vyhrála dorostenecké mistrovství Evropy amatérů ve Vídni, mezi dospělými se dostala na tomto turnaji do finále, v Bratislavě získala titul mezinárodní mistryně ČSSR.

### 1976
Vyhrála v Detroitu na turnaji okruhu Virginia Slims, byla semifinalistkou na mezinárodním mistrovství Itálie, společně v československém družstvu vyhrála Soisbault Cup, získala tituly v Oviedu a Madridu.

### 1977
Opět s týmem získala titul v Soisbault Cupu, dále pak turnajové výhry v Nice a Monte Carlu, byla semifinalistkou dvouhry a vítězkou čtyřhry na French Open, vítězka na turnajích v Torontu, Barceloně, Madridu, podruhé mezinárodní mistryně ČSSR.

### 1978
Jako vůbec první československá hráčka zvítězila na Mezinárodním mistrovství Itálie v Římě, semifinalistka na French Open, další titul si připsala ve dvouhře i čtyřhře v Torontu, šampionka v Chrischurchu. Získala cenu pro hráčku s nejlepším zlepšením na okruhu WTA.

### 1979
Potřetí semifinalistka French Open, finalistka mezinárodního mistrovství SRN a semifinalistka v Indianapolisu.

### 1980
Na Avon Futures Championships vyhrála závěrečný turnaj ve Phoenixu, když ve finále porazila Andreu Jaegerovou. Byla ve finále Family Circle Cupu v Hilton Head Island, ve čtyřhře si připsala tituly z turnajů v Torontu a Flushing Meadow.

### 1981
Stala se vítězkou mezin. mistrovství NSR, semifinalistka v Indianapolisu, Kitzbühelu, Sunbird Cupu na Floridě a Luganu.
Vynikala liftovanými základními údery, odehrané velmi rychle po odskoku, čímž vyvíjela nátlakovou hru na soupeřky.

## Tituly na WTA Tour

### Dvouhra (6)
| Č. | Datum              | Turnaj                                   | Dotace    | Povrch  | Finalistka         | Výsledek      |
| -- | ------------------ | ---------------------------------------- | --------- | ------- | ------------------ | ------------- |
| 1  | 15. srpna 1977     | Canadian Open, Toronto                   | 35 000 $  | tvrdý   | Marise Krugerová   | 6-4, 4-6, 6-2 |
| 2  | 22. května 1978    | Italian Open, Řím                        | 35 000 $  | antuka  | Virginia Ruziciová | 7-5, 7-5      |
| 3  | 14. srpna 1978     | Rothmans Canadian Open, Toronto          | 35 000 $  | tvrdý   | Virginia Ruziciová | 7-5, 6-7, 6-2 |
| 4  | 20. listopadu 1978 | Colgate Int’l Christchurch, Christchurch | 35 000 $  | koberec | Sylvia Hanikaová   | 6-2, 6-1      |
| 5  | 6. října 1980      | Thunderbird Classic, Phoenix             | 100 000 $ | tvrdý   | Wendy Turnbullová  | 7-6, 7-6      |
| 6  | 18. května 1981    | German Open, Berlín                      | 100 000 $ | antuka  | I. Madruga-Osses   | 6-2, 6-1      |

### Čtyřhra (5)
| Č. | Datum           | Turnaj                              | Dotace    | Povrch | Spoluhráčka       | Finalistky                                 | Výsledek      |
| -- | --------------- | ----------------------------------- | --------- | ------ | ----------------- | ------------------------------------------ | ------------- |
| 1  | 23. května 1977 | French Open, Paříž                  | 35 000 $  | antuka | Pam Teeguardenová | Helen Gourlayová Rayni Foxová              | 5-7, 6-4, 6-2 |
| 2  | 14. srpna 1978  | Rothmans Canadian Open, Toronto     | 35 000 $  | tvrdý  | Pam Teeguardenová | Chris O'Neilová Paula Smithová             | 5-7, 6-4, 6-2 |
| 3  | 24. března 1979 | WTA La Costa Classic, Carlsbad      | 35 000 $  |        | Marcie Louieová   | Peanut Louieová-Harperová Marita Redondová | 6-2, 2-6, 6-4 |
| 4  | 11. srpna 1980  | Canadian Open, Toronto              | 150 000 $ | tvrdý  | Andrea Jaegerová  | Ann Kiyomuraová Betsy Nagelsenová          | 6-1, 6-3      |
| 5  | 13. října 1980  | Maybelline Classic, Deerfield Beach | 100 000 $ | tvrdý  | Andrea Jaegerová  | Martina Navrátilová Candy Reynoldsová      | 1-6, 6-1, 6-2 |

## Postavení na konečném žebříčku WTA ve dvouhře
| Rok    | 1987 | 1988   | 1989   | 1990   | 1991   |
| Pořadí | 70.  | ▼ 180. | ▼ 227. | ▼ 361. | ▼ 502. |